# Die Leuchter des Kaisers
Die Leuchter des Kaisers ist ein österreichischer Film aus dem Jahre 1935 von Karl Hartl mit Sybille Schmitz und Karl Ludwig Diehl in den Hauptrollen. Die Geschichte basiert auf dem Roman “The Emperor’s Candlesticks” (1899) der Baronesse Orczy.

## Handlung
Wien, zur Kaiserzeit. Der junge russische Großfürst Peter Alexandrowitsch wird auf dem Hofopernball von einer jungen maskierten Frau in Bann gezogen und folgt ihr in ein Palais. Dies ist eine Falle, denn in dem Gebäude warten schon eine Reihe von polnischen Verschwörern und Freiheitskämpfern. Sie zwingen den Zarenspross, an seinen Vater daheim in St. Petersburg einen Brief zu verfassen. Darin wird der Tod des Zarewitsch angedroht, sollte ein bestimmter polnischer Patriot, der im russischen Kerker eine lebenslange Haft absitzen muss, nicht auf freien Fuß gelassen werden. Dieser Verurteilte ist niemand anderes als der Vater von Maria Orlitsch, also derjenigen maskierten Frau, der Peter Alexandrowitsch lustwandelnd ins Palais gefolgt war. Georg Wolenski, ein Vertrauter der polnischen Freiheitskämpfer, wird damit beauftragt, den Brief ins Zarenschloss von St. Petersburg zu bringen. Vor seiner Abreise besucht Wolenski den österreichischen Erzherzog Ludwig, der den Polen darum bittet, für ihn zwei elegante Kerzenleuchter mitzunehmen und als Geschenk der russischen Prinzessin Marianow zu überreichen. Nur wenige wissen, dass Teile der Leuchter innen hohl sind und schon zu Zeiten Marie-Antoinettes als Transportmittel von Geheimdokumenten und Kassibern dienten. Wolenski macht sich diesen Umstand zunutze und versteckt, noch während er sich beim Erzherzog Ludwig aufhält, in eben jenem Hohlraum auch vorsorglich den Brief an den Zaren.
Diese Idee soll sich als nicht sonderlich schlau erweisen. Wolenski muss zu seinem Schrecken feststellen, dass er die Leuchter nicht sofort mitnehmen darf. Sie fallen in die Hände der russischen Agentin Anna Demidow, nachdem diese sich dem Erzherzog ebenfalls als Übermittlerin der Gegenstände angeboten hatte. Auch Anna weiß von der Geheimfachfunktion und will die Leuchter für ihre Zwecke benutzen. Wolenski muss nun unbedingt in den Besitz der Kerzenhalter geraten, sonst könnte es um das Schicksal von Marias Vater schlecht bestellt sein. Der polnische Patriot sucht die zarentreue Russenagentin auf, und man belauert sich. Dann muss Wolenski erfahren, dass Anna der Koffer, in dem sie die Leuchter verwahrt hatte, gestohlen wurde. Von Annas Zofe hören die beiden, die allmählich Sympathie füreinander gewonnen haben, dass die Leuchter an einen Antiquitätenhändler verkauft wurden. Doch bei einem Besuch des Mannes muss das Paar feststellen, dass der Händler die beiden Artefakte auch nicht mehr besitzt, sondern weiterverkauft hat. Schließlich führt eine Spur zu einer Auktion, wo jeder der beiden Gegenspieler nun einen der beiden Leuchter ersteigert. Jetzt spielen beide erstmals mit offenen Karten: Georg zeigt Anna den Brief an den Zaren, während sie ihrerseits ein im Hohlraum verstecktes Dokument offenbart, dass nichts anderes ist als ein zaristischer Haftbefehl gegenüber dem „polnischen Aufrührer“ Georg Wolenski.
Das Schreiben Peter Alexandrowitschs erreicht schließlich seinen Vater, und der Zar entlässt tatsächlich Marias Vater in die Freiheit. Georg und Anna treffen sich erneut, und die Russin, inzwischen in Georg verliebt, verbrennt vor seinen Augen den Haftbefehl gegen ihn sowie weitere ihn belastende Dokumente. Beide planen, ein gemeinsames Leben zu beginnen. Schließlich erreichen die Leuchter des Kaisers auch noch ihr eigentliches Ziel: Wolenski übergibt sie auftragsgemäß der Prinzessin Marianow.

## Produktionsnotizen
Die Leuchter des Kaisers entstand ab dem 5. November 1935 in den Tobis-Sascha-Ateliers von Wien-Sievering und Wien-Rosenhügel. Die Uraufführung erfolgte am 14. Februar 1936 in Berlins Gloria-Palast, die Wiener Premiere war am 12. März 1936.
Werner Schlichting und Kurt Herlth gestalteten die Filmbauten, die Ausstattung besorgten Emil Stepanek und Franz Meschkan. Alfred Kunz entwarf die Kostüme, Herbert Janeczka und Fritz Radler sorgten für den Ton. Heinz Helbig war Regieassistent.
Johannes Heesters, bis dato noch kein Leinwandstar, spielt hier seine erste deutschsprachige Filmrolle.
Ein Jahr später entstand in Hollywood Finale in St. Petersburg, eine weitere Verfilmung des Romans.

## Kritiken
Die Österreichische Film-Zeitung schrieb: „Karl Hartl, der Regisseur, hat die Geschehnisse in einem mit großem Aufwand ausgestatteten prunkvollen Rahmen gestellt, den Schauplatz lebendig gestaltet und der [sic!] Jagd um die beiden zierlichen Rokoko-Leuchter … mit hinreißendem Tempo inszeniert.“
Die Wiener Zeitung befand: „Mit wirklicher Spannung und in geschickter Steigerung verfolgt man die Suche nach den durch etliche Hände, durch halb Europa wandernden Leuchtern der Antoinette. Es ist richtige Edelkolportage. Bester Filmstil, der starke, bewegte Handlung mit bunt wechselnder, interessanter Bildwirkung vereinigt.“
Das Kino-Journal befand: „Ein blendender Filmstil, der stark bewegte Handlung mit interessanter Bildwirkung vereinigt“.